# ديف هولاند (طبال)
ديف هولاند (بالإنجليزية: Dave Holland)‏ هو طبال وموسيقي بريطاني، ولد في 5 أبريل 1948 في نورثامبتون في المملكة المتحدة، وتوفي في 16 يناير 2018 في لوغو في إسبانيا بسبب سرطان الكبد.

## وصلات خارجية
- ديف هولاند على موقع ميوزك برينز (الإنجليزية)
- ديف هولاند على موقع أول ميوزيك (الإنجليزية)
- ديف هولاند على موقع ديسكوغز (الإنجليزية)